# Serguéi Vladímirovich Sokolov
Sergey Sokolov (Unión Soviética) es un atleta soviético retirado especializado en la prueba de 4 x 100 m, en la que ha conseguido ser campeón europeo en 1982.

## Carrera deportiva
En el Campeonato Europeo de Atletismo de 1982 ganó la medalla de oro en los relevos 4 x 100 metros, con un tiempo de 38.60 segundos, llegando a meta por delante de Alemania del Este y Alemania del Oeste (bronce).